# Festina
Фестина је шпански произвођач сатова. Основана је 1902. године у Ла Шо де Фону у Швајцарској. Крилатица произвођача је Festina Lente (лат. жури полако). 1984. године, шпански индустријалац Мигуел Родригез, који је већ поседовао фабрику сатова Лотус, купио је Фестину и основао групу Фестина Лотус С. А. Од када је он власник компаније сдедиште се налази у Барселони, Шпанија, али компанија и даље има блиске везе са швајцарском, тренутно се њоме управља из швајцарског градића Биена (Биела).

## Спонзорства
Фестина је званични чувар времена за:
- Трка Француске (Тур де Франс)
- Трка Швајцарске (Тур де Суис)
- Трка Романдије (Тур де Романди)
- Трка Србије (Тур де Серби)

Фестина је такође спонзорисала Бициклистички тим фестина од 1989 до 2001.
За време Тур де Франса 1998. тим је био у жижи допинг с
кандала који је добио име Афера фестина.
Као реакција на ово, бициклистички тим се реорганизовао и фестина је основала фондацију ентерпрајз фестина чији је задатак био да промовише борбу против допинга.

## Група фестина
Фестина група се односи на следеће марке сатова:
- Фестина
- Кандино
- Лотус
- Јагуар
- Калипсо
- Перелет